# Rashid Moussa

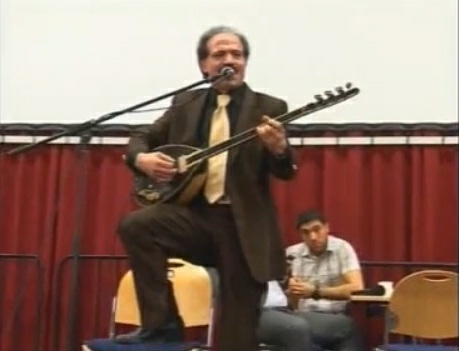
Rashid Moussa

Rashid Moussa född 1959 i Mardin i östra Turkiet, är en artist av mhallami-ursprung. Rashid spelar instrumentet tembur, och har spelat in många album. I dagsläget bor Rashid i Tyskland han är även känd som "king of mardelli".

## Album
- Ana u Omri (2007)